# Cornwallite
La cornwallite est un minéral rare, arséniate de cuivre de formule Cu5(AsO4)2(OH)4. Il forme une série avec le phosphate pseudomalachite et est un dimorphe de la cornubite triclinique. C'est un minéral monoclinique vert qui forme des encrustations radiales à fibreuses.

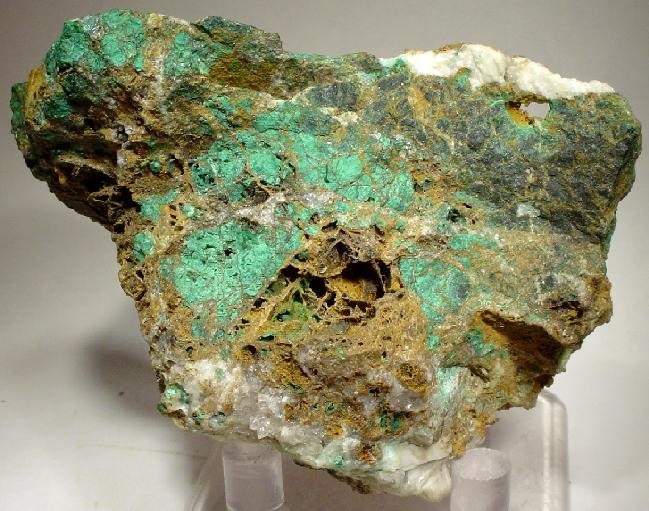
Cornwallite botryoïdale verte dans un chapeau de fer avec de la baryte blanche provenant de Caldbeck Fells, Cumbria (7,6 x 5,1 x 4,7 cm)

## Découverte et occurrence
Elle fut décrite pour la première fois en 1846, pour une occurrence à Wheal Gorland (en), St Day United Mines dans le district de St Day, Cornouailles, Angleterre. Elle se trouve comme minéral secondaire dans la zone oxydée de gisements de sulfure de cuivre. Les minéraux associés comprennent l'olivénite, la cornubite, l'arthurite, le clinoclase, la chalcophyllite, la strashimirite, le lavendulan, la tyrolite, la spangolite, l'austinite, la conichalcite, la brochantite, l'azurite et la malachite.